# St. Cajetan (Oberschweinbach)

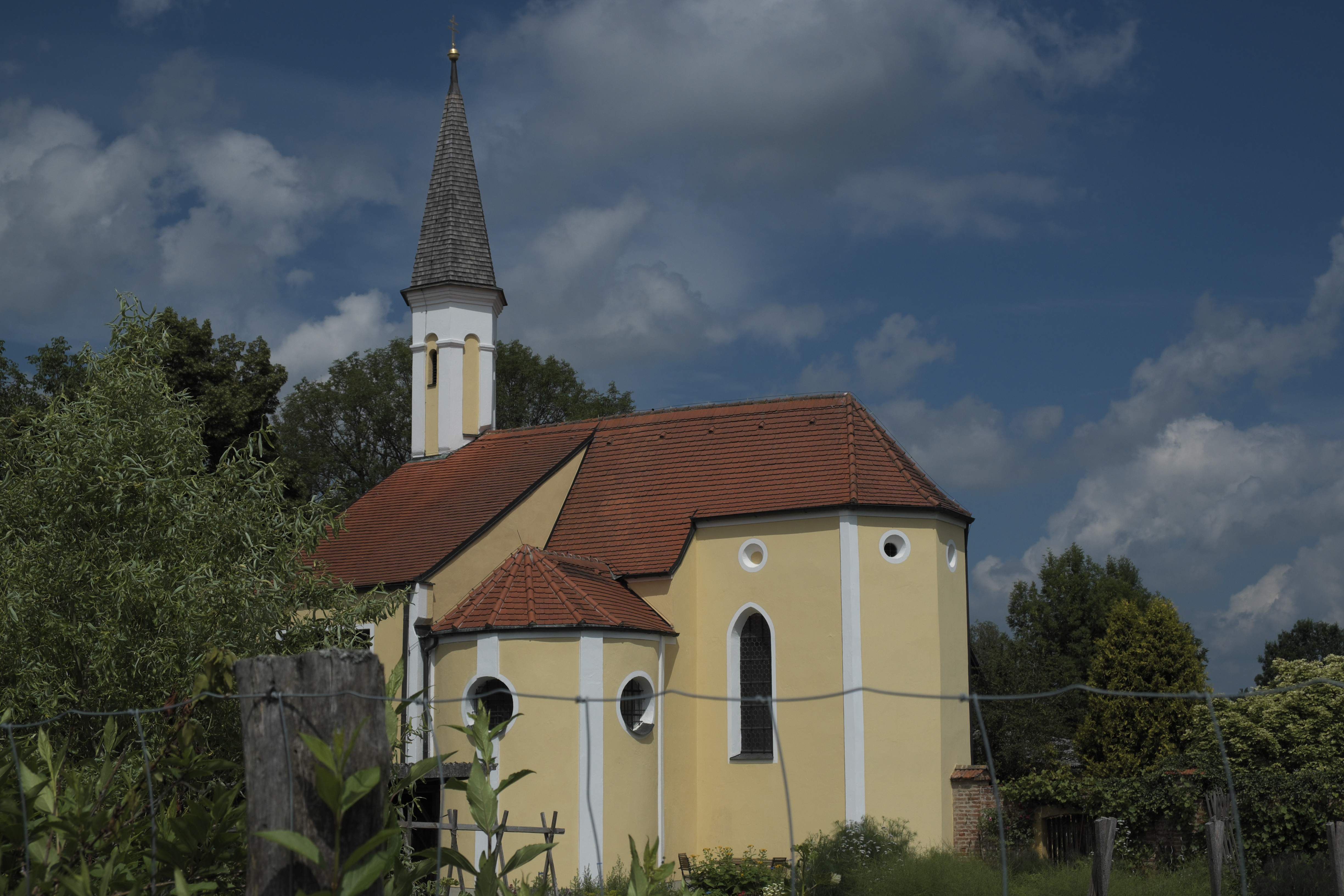
Schlosskapelle St. Cajetan

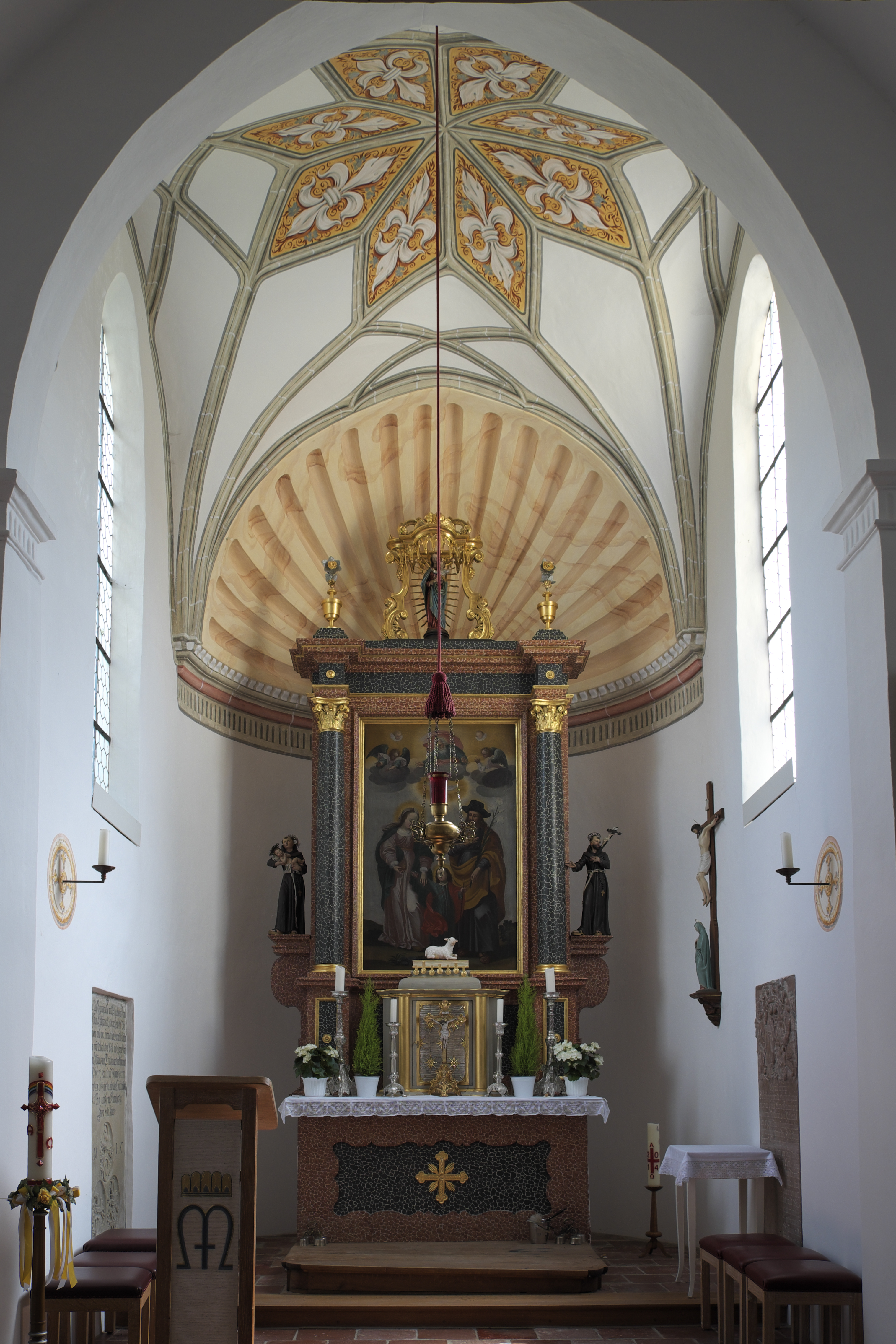
Chor

Die Kapelle St. Cajetan in Oberschweinbach, einer Gemeinde im oberbayerischen Landkreis Fürstenfeldbruck, wurde 1588 errichtet. Die Kapelle ist als Teil des Ensembles Kloster Spielberg ein geschütztes Baudenkmal.

## Beschreibung
Das Bauwerk wurde als Schlosskapelle der Hofmark Spielberg in spätgotischen Formen errichtet. Um 1690 wurde die Kapelle barock verändert. Der Saalbau besitzt einen dreiseitigen Chorschluss und zwei Seitenkapellen. An der Westseite ist ein sechsseitiger Turm mit Spitzhelm in die Fassade eingestellt.